# Satélite de comunicação

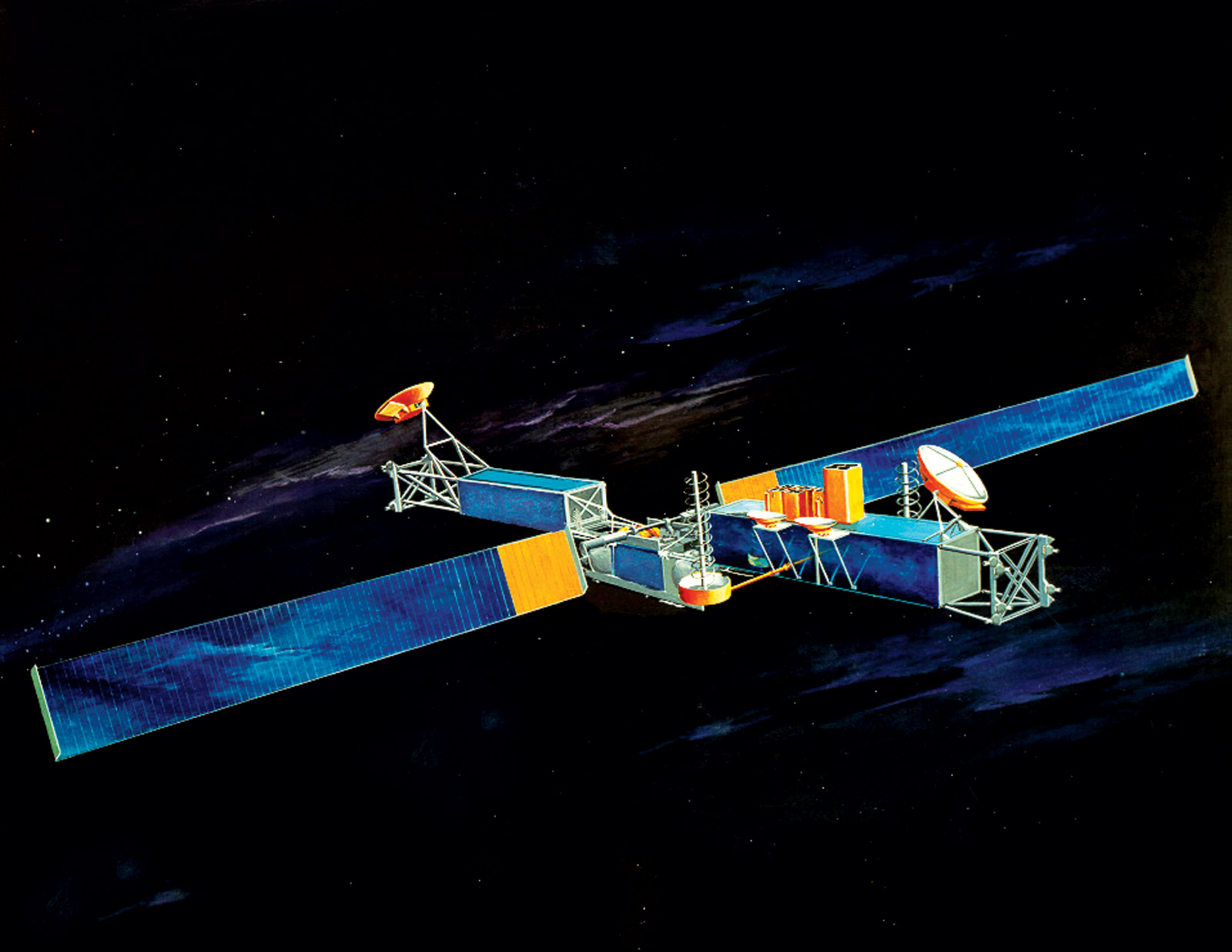
Milstar, um satélite de comunicação.

Um satélite de comunicação (algumas vezes, abreviado para comsat, na língua inglesa) é um satélite artificial para fins de telecomunicações. Os modernos satélites de comunicação usam órbitas geoestacionárias, órbitas Molniya ou baixas órbitas polares. O satélite cria um canal de comunicação entre uma fonte transmissora e outra receptora de rádio em diferentes locais do planeta Terra. Comunicações por satélites são utilizadas para a televisão, telefone, rádio, internet e aplicações militares. Há mais de 2 000 satélites de comunicações em órbita da Terra, usados tanto por organizações privadas quanto por governamentais.
Os satélites de comunicação oferecem uma tecnologia complementar àquela das fibras óticas em cabos submarinos de comunicação. Eles também são usados nas comunicações com navios e aviões, o que não pode ser feito por outras tecnologias, tais como a transmissão a cabo. A comunicação sem fio usa ondas eletromagnéticas para transportar sinais. Estas ondas requerem linhas de visão, e são, portanto, obstruídas pela curvatura da Terra. A finalidade de satélites de comunicações é retransmitir o sinal em torno da curva da Terra, permitindo a comunicação entre pontos amplamente separados. Satélites de comunicações usam uma ampla gama de frequências de rádio e micro-ondas. Para evitar interferências de sinal, as organizações internacionais têm regulamentos que estabelecem quais faixas de frequência ou bandas as organizações estão autorizadas a usar. Esta alocação de bandas minimiza o risco de interferência de sinal.